# Никад робом, вазда таксијем - Best of 1
Никад робом, вазда таксијем — Best of 1: Највећи Хитови је први компилацијски албум рок групе Забрањено пушење. Објавила га је 1996. године музичка издавачка кућа ТЛН-Еуропа.

## Списак песама
Референца: Discogs
| №               | Назив                                                      | Албум                              | Трајање |  |
| 1.              | Хаџија или бос                                             | Поздрав из земље Сафари, 1987.     | 4:11    |  |
| 2.              | Балада о Пишоњи и Жуги                                     | Поздрав из земље Сафари            | 5:30    |  |
| 3.              | Селена, врати се, Селена                                   | Дас ист Валтер, 1984.              | 4:03    |  |
| 4.              | Дјевојчице којима мирише кожа                              | Док чекаш сабах са шејтаном, 1985. | 3:52    |  |
| 5.              | Анархија ол овер Башчаршија (Anarhija All Over Baščaršija) | Дас ист Валтер                     | 1:42    |  |
| 6.              | Лутка са насловне стране                                   | Док чекаш сабах са шејтаном        | 3:32    |  |
| 7.              | Шеки ис он д роуд агејн (Šeki is on the Road Again)        | Дас ист Валтер                     | 3:35    |  |
| 8.              | Вук                                                        | Док чекаш сабах са шејтаном        | 3:40    |  |
| 9.              | Шокираш ме мајке ми (Стање шока)                           | Док чекаш сабах са шејтаном        | 3:10    |  |
| 10.             | Зеница блуз                                                | Дас ист Валтер                     | 2:27    |  |
| 11.             | Фикрета (Посљедња оаза)                                    | Поздрав из земље Сафари            | 3:32    |  |
| 12.             | Ибро дирка                                                 | Док чекаш сабах са шејтаном        | 3:20    |  |
| 13.             | Гузоњин син                                                | Мале приче о великој љубави, 1989. | 4:03    |  |
| 14.             | Кањон Дрине                                                | Мале приче о великој љубави        | 1:58    |  |
| 15.             | На стражи поред Призрена                                   | Мале приче о великој љубави        | 4:02    |  |
| 16.             | Баш Челик                                                  | Док чекаш сабах са шејтаном        | 2:43    |  |
| Укупно трајање: | Укупно трајање:                                            | Укупно трајање:                    | 55:20   |  |

## Сарадници
Пренето са омота албума.
Продукција
- Давор Сучић — продукција
- Мустафа Ченгић — продукција
- Махмут „Паша” Феровић — продукција
- Свен Рустемпашић — продукција

Дизајн
- Зенит Ђозић — дизајн, фотографија
- Срђан Велимировић — дизајн, фотографија